# Slanke groenuil
De slanke groenuil (Actebia praecox) is een nachtvlinder uit de familie van de uilen (Noctuidae).

## Beschrijving
De voorvleugellengte bedraagt tussen de 17 en 21 millimeter. De grondkleur van de voorvleugels is zilvergroen. Ze zijn smal en langwerpig. De achtervleugels zijn bruin. In rust overlappen de vleugels elkaar vrijwel volledig.

## Waardplanten
De slanke groenuil gebruikt allerlei kruidachtige planten en kruipwilg als waardplanten. De rups is te vinden van september tot juni. De soort overwintert als rups.

## Voorkomen
De soort komt verspreid over het Palearctisch gebied voor.

### In Nederland en België
De slanke groenuil is in Nederland en België een zeldzame soort, die vooral langs de kust wordt gevonden. De vlinder kent één generatie die vliegt van eind juni tot en met september.